# Luka Magnotta
Luka Rocco Magnotta (nacido Eric Clinton Kirk Newman; Scarborough, Ontario, Canadá; 24 de julio de 1982), también conocido como Vladimir Romanov y Vladimir Radulov, es un asesino condenado por matar y descuartizar a Jun Lin, así como por la grabación de dicho acto y su posterior subida a internet, todo esto seguido del envío por correo de los miembros mutilados de su víctima a las oficinas de los partidos políticos canadienses.

## Primeros años
Eric Newman nació en Ontario, en Canadá. Creció en Lindsay, Ontario, junto a sus abuelos, y estudió en la I. E. Weldon Secondary School. Dejó a su familia el 12 de agosto de 2006, momento desde que él comenzó a llamarse Luka Rocco Magnotta.
A partir de 2003, Magnotta trabajó ocasionalmente como stripper pero sobre todo como prostituto. Intentó hacer carrera en el cine pornográfico; durante la primera década del 2000 hizo varias apariciones en pornografía homosexual de bajo presupuesto, pero Magnotta nunca logró una notoriedad en ese dominio. En 2004, Magnotta fue detenido por una docena de acusaciones, de las cuales una era por fraude y otra por agresión sexual. Posteriormente fue inculpado de seis delitos de posesión de material robado, de un monto estimado de más de $ 5000. En 2007, rumores inventados por él mismo daban a entender que tuvo una relación con la asesina Karla Homolka, acusaciones que negó rotundamente en una entrevista a Toronto Sun, pero que salieron a la superficie en el 2012, cuando la policía lo buscaba por asesinato. Se hizo previamente conocido por publicar contenido de maltrato animal cuya temática consistía en asesinar gatos de escasos meses de vida, una de estas grabaciones se tituló 1 boy 2 kittens donde Magnotta empieza acariciando a dichos animales para después ponerlos dentro de un material plástico y proceder a retirarles el oxígeno con una aspiradora.

## Asesinato de Lin Jun
Lin Jun (chino: 林俊 ; pinyin: Lin Jun) (30 de diciembre de 1978 - 25 de mayo de 2012), también conocido como Justin Lin, era un estudiante internacional de Wuhan de 33 años y un estudiante en la Facultad de Ciencias de Ingeniería e Informática de la Universidad de Concordia. Él trabajaba a tiempo parcial como un empleado de la tienda de conveniencia en Pointe-Saint-Charles. Lin había estado estudiando en Montreal desde julio de 2011. Lin y Luka se trasladaron a un apartamento en el área de Griffintown con un compañero en mayo. Fue visto por última vez el 24 de mayo de 2012 y sus amigos informaron que recibieron un mensaje de texto desde su teléfono a las nueve de la noche. Su jefe comenzó a sospechar cuando no se presentó a su turno al día siguiente. Tres de sus amigos fueron a su apartamento el 27 de mayo, y su desaparición fue reportada a la policía el 29 de mayo.
El 25 de mayo de 2012, un vídeo de casi 11 minutos mostrando el asesinato fue subido al sitio Bestgore.com (actualmente proscrito), el video empieza mostrando a la víctima desnuda en un aparente estado de drogadicción atada y amordazada en una cama,después del primer corte en la grabación, Lin Jun ya sin vida,es apuñalado repetidamente para después mostrar que su cabeza ya ha sido separada de su cuerpo.
El 26 de mayo, un abogado de Montana intentó notificar el vídeo a la policía de Toronto, su sheriff local y la Oficina Federal de Investigaciones, pero el informe fue rechazado por las autoridades. Los espectadores de Bestgore también intentaron reportar el vídeo. Posteriormente, la policía confirmó la autenticidad del mismo e identificó a la víctima del macabro asesinato.

### Huida y juicio
Después de que el video del asesinato fuese publicado en Internet, Magnotta huyó del país, convirtiéndose en el tema de una Notificación Roja de Interpol y provocó una cacería internacional. Fue detenido el 4 de junio de 2012 en un cibercafé en Berlín mientras leía las noticias acerca de sí mismo. El ya conocido como "descuartizador de Canadá" o "el caníbal porno" se negó a declararse culpable.
Magnotta dio 2 versiones distintas a distintos psiquiatras del porqué había asesinado a Jun Lin.
La primera de ellas fue que desde 2005 un misterioso cliente llamado Manny López lo tenía amenazado y lo había obligado a cometer este crimen, según su cliente le había dicho que tenía que matar y grabar el asesinato de Lin para así el poder vender este vídeo a la deep web y así poder ganar mucho dinero. También le atribuyó la culpa a este supuesto cliente de haberlo obligado a grabar los vídeos de él asesinando gatos en 2010 y 2011.
La segunda de ellas fue que mientras él estaba con Jun Lin en su departamento, en cierto punto se acercó al balcón de su departamento a tomar el aire, al salir se percató de una camioneta negra estacionada fuera de su departamento, Magnotta se asustó pues pensó que eran agentes del gobierno canadiense que lo habían ido a buscar pues según Magnotta el había participado en las protestas de estudiantes en Quebec, 2012, por lo cual las voces de su cabeza empezaron a decirle que asesinara y descuartizara a Lin para así poder librarse de ellos.
La audiencia preliminar que duró tan solo tres minutos se realizó a través de videocámara. Por medio de su defensa, el acusado también rechazó su participación en otras cuatro acusaciones, incluso la de amenazas contra el primer ministro de Canadá, Stephen Harper. De acuerdo con el representante de la Fiscalía canadiense, Magnotta pasó 30 días en un hospital psiquiátrico, donde se sometería a diversos exámenes.
Fue declarado culpable de cinco cargos entre los que destacan asesinato en primer grado y cometer indignidad contra un cuerpo. Por el cargo de asesinato, descuartizamiento y canibalismo de Lin fue condenado a cadena perpetua, pues los jueces afirmaron que alguien con severos problemas mentales no sería capaz de organizarse tan premeditamente tal como lo había hecho Magnotta.
Cumple condena en Quebec (Canadá) y está casado con Anthony Jolín. Aún sigue negando todos los cargos.
En junio de 2012, la policía de Los Ángeles inició una investigación sobre si Luka estaba involucrado con el asesinato de Hervey Medellín, de 66 años. Finalmente se condenó a Gabriel Campos-Martinez.

## Libros y material televisivo
Su historia se publicó en 2018 de la mano de su madre Anna Yourkin y del escritor Brian Whitney en un libro llamado «Mi hijo el asesino» («My son The killer»).
En octubre de 2019, la plataforma de streaming Netflix publicó una miniserie de estilo documental compuesta por tres episodios exponiendo los acontecimientos, la serie se publicó como «Don't F**k With Cats: Hunting an Internet Killer».